# Giambattista Cimador
Giambattista Cimador (auch Giovanni Battista Cimador; * 1761 in Venedig; † 27. Februar 1805 in Bath) war ein italienischer Komponist, Musiker, Sänger und Musikverleger.

## Leben und Wirken
Giambattista Cimador wurde 1761 in Venedig geboren und stammte aus einer angesehenen Familie. Über seine Studienzeit ist wenig bekannt.
Er hatte sich in Venedig als Virtuose auf dem Fortepiano, der Violine und dem Cello einen Namen gemacht und unterrichtete als Gesangslehrer. 1791 übersiedelte er nach London und war dort ebenfalls als Musiker, Komponist und Gesangslehrer tätig. 1794 kam es zu einem Treffen mit Joseph Haydn in der westenglischen Stadt Bath. In Zusammenarbeit mit dem italienischen Flötisten Tebaldo Monzani gründete Cimador um 1800 einen Musikverlag in London. Er verlegte dort wichtige und bekannte Opern, Sinfonien und Konzerte u. a. von Wolfgang Amadeus Mozart und Domenico Cimarosa und bearbeitete sie für Gesang und Klavier bzw. für Aufführungen in kammermusikalischer Besetzung.
Als Komponist wurde Cimador hauptsächlich berühmt mit Pimmalione (1790), einer dramatischen musikalischen Szene basierend auf dem Drama Pygmalion von Jean-Jacques Rousseau. Es folgte ein musikalisches Märchen Der Raub der Proserpina (1791).
Das Konzert für Kontrabass und Orchester in G-Dur schrieb er für den berühmten Kontrabass-Virtuosen Domenico Dragonetti.
Im Gothaer Theater Kalender aus dem Jahr 1799 wurde er als „Conte de Cimador“ verzeichnet.

## Werke (Auswahl)
- Ati und Cybele – Musikalisches Märchen, Libretto von Alessandro Pepoli, Frühjahr 1789, Accademia dei Rinnovati (Venedig)[5]
- Pimmalione – Dramatische Szene, Libretto von Antonio Simeone Sografi (1759–1818), nach Pygmalion von Jean-Jacques Rousseau, Uraufführung 26. Januar 1790, Teatro San Samuele (Venedig)[6]
- Der Raub der Proserpina – Musikalisches Märchen, Libretto von Mattia Botturini, Uraufführung Karneval 1791, Accademia dei Rinnovati (Venedig)[7]
- Bel nume che adoro. Kavatine für Singstimme und Klavier F-Dur (ca. 1800), DNB 115190418X
- Konzert für Kontrabass und Orchester G-Dur, DNB 1046391364